# 1er septembre aux Jeux paralympiques d'été de 2024
Navigation
31 août 2 septembre
Le 1er septembre aux Jeux paralympiques d'été de 2024 est le quatrième jour de compétition des Jeux paralympiques de Paris, en France.

## Programme
Les compétitions commencent à 9 h 00 et finissent à 21 h 38.
À noter que des épreuves de tennis, de badminton et de triathlon ont lieu ce-jour, mais leur horaires exacts sont pour l'heure inconnus.

### Matin
| Heure UTC+02:00 (France)                      |               |
| bleu                                          | Cérémonie     |
| neutre                                        | Épreuve       |
| or                                            | Finale        |
| orange                                        | Petite finale |
| rose                                          | Reporté       |
| gris                                          | Annulé        |
| Compétition masculine                         | Hommes        |
| Compétition féminine                          | Femmes        |
| Compétition mixte (hommes et femmes mélangés) | Mixte         |
| Compétition en couple (1 homme et 1 femme)    | Couple        |
| modifier                                      |               |

| Horaire | Discipline Spécialité | Discipline Spécialité                                 | Discipline Spécialité                         | Phase                       | Résultats | Références |
| ------- | --------------------- | ----------------------------------------------------- | --------------------------------------------- | --------------------------- | --- | ---------- |
| 9 h 0   |                       | Goalball Tournoi masculin                             | Compétition hommes                            | Phase de Poule Poule B      | Égypte vs Japon | -          |
| 9 h 0   |                       | Tir à l'arc Individuel W1                             | Compétition hommes                            | 8es de finale               | - | -          |
| 9 h 30  |                       | Aviron Skiff PR1                                      | Compétition femmes                            | Finale B                    | - | -          |
| 9 h 30  |                       | Natation 100 m brasse SB6                             | Compétition hommes                            | Séries                      | - | -          |
| 9 h 30  |                       | Tir Carabine à 10 m à air comprimé SH1                | Compétition mixte (hommes et femmes ensemble) | Qualifications              | - | -          |
| 9 h 37  |                       | Natation 100 m brasse SB6                             | Compétition femmes                            | Séries                      | - | -          |
| 9 h 46  |                       | Natation 100 m nage libre S10                         | Compétition hommes                            | Séries                      | - | -          |
| 9 h 50  |                       | Aviron Skiff PR1                                      | Compétition hommes                            | Finale B                    | - | -          |
| 9 h 55  |                       | Natation 100 m nage libre S10                         | Compétition femmes                            | Séries                      | - | -          |
| 10 h 0  |                       | Athlétisme Saut en longueur T12                       | Compétition femmes                            | Finale                      | Oksana Zubkovska · Sara Martinez · Lynda Hamri                                                                                                 | -          |
| 10 h 0  |                       | Tennis de table Double MD18                           | Compétition hommes                            | Finale                      | Patryk Chojnowski - Piotr Grudzien · Liu Chaodong - Zhao Yiqing · Luiz Felipe Manara - Claudio Massad / Lian Hao - Zhao Shuai                  | -          |
| 10 h 5  |                       | Athlétisme Lancer de poids F35                        | Compétition hommes                            | Finale                      | Giga Ochkhidze · Abdelillah Gani · Alireza Mokhtari Hemami                                                                                     | -          |
| 10 h 5  |                       | Natation 200 m 4 nages SM8                            | Compétition hommes                            | Séries                      | - | -          |
| 10 h 10 |                       | Aviron Deux de couple PR2                             | Compétition mixte (hommes et femmes ensemble) | Finale B                    | - | -          |
| 10 h 12 |                       | Athlétisme 1 500 m T11                                | Compétition femmes                            | 1er tour                    | - | -          |
| 10 h 18 |                       | Natation 200 m 4 nages SM8                            | Compétition femmes                            | Séries                      | - | -          |
| 10 h 25 |                       | Tir à l'arc Individuel W1                             | Compétition hommes                            | Quarts de finale            | - | -          |
| 10 h 30 |                       | Aviron Deux de couple PR3                             | Compétition mixte (hommes et femmes ensemble) | Finale B                    | - | -          |
| 10 h 30 |                       | Basket-ball Tournoi masculin                          | Compétition hommes                            | Tour préliminaire Groupe B  | Australie vs États-Unis | -          |
| 10 h 30 |                       | Boccia Individuel BC1                                 | Compétition hommes                            | Quarts de finale            | - | -          |
| 10 h 30 |                       | Boccia Individuel BC3                                 | Compétition hommes                            | Quarts de finale            | - | -          |
| 10 h 30 |                       | Goalball Tournoi féminin                              | Compétition femmes                            | Phase de Poule Poule D      | Corée du Sud vs Canada | -          |
| 10 h 31 |                       | Natation 100 m dos S11                                | Compétition hommes                            | Séries                      | - | -          |
| 10 h 45 |                       | Athlétisme Lancer de disque F64                       | Compétition femmes                            | Finale                      | Yang Yue · Yao Juan · Osiris Aneth Machado Plata                                                                                               | -          |
| 10 h 48 |                       | Natation 100 m dos S11                                | Compétition femmes                            | Séries                      | - | -          |
| 10 h 49 |                       | Athlétisme 100 m T34                                  | Compétition hommes                            | 1er tour                    | - | -          |
| 10 h 50 |                       | Aviron Quarte barré PR2                               | Compétition mixte (hommes et femmes ensemble) | Finale B                    | - | -          |
| 10 h 57 |                       | Natation 150 m 3 nages SM4                            | Compétition hommes                            | Séries                      | - | -          |
| 11 h 0  |                       | Cyclisme sur piste Contre-la-montre 1 000 m B         | Compétition hommes                            | Qualifications              | - | -          |
| 11 h 0  |                       | Tennis de table Double XD7                            | Compétition mixte (hommes et femmes ensemble) | Finale                      | Feng Panfeng - Zhou Ying · Yuttajak Glinbancheun - Wijittra Jaion · Florian Merrien - Flora Vautier / Zhai Xiang - Gu Xiaodan                  | -          |
| 11 h 6  |                       | Athlétisme 800 m T53                                  | Compétition femmes                            | 1er tour                    | - | -          |
| 11 h 7  |                       | Natation 150 m 3 nages SM4                            | Compétition femmes                            | Séries                      | - | -          |
| 11 h 10 |                       | Aviron Skiff PR1                                      | Compétition femmes                            | Finale                      | Moran Samuel · Birgit Lovise Roekkum Skarstein · Nathalie Benoit                                                                               | -          |
| 11 h 17 |                       | Natation 150 m 3 nages SM3                            | Compétition hommes                            | Séries                      | - | -          |
| 11 h 22 |                       | Cyclisme sur piste Poursuite individuelle 3 000 m B   | Compétition femmes                            | Qualifications              | - | -          |
| 11 h 23 |                       | Athlétisme Lancer de poids F40                        | Compétition hommes                            | Finale                      | Miguel Monteiro · Battulga Tsegmid · Garrah Tnaiash                                                                                            | -          |
| 11 h 25 |                       | Athlétisme 800 m T54                                  | Compétition femmes                            | 1er tour                    | - | -          |
| 11 h 28 |                       | Natation 100 m brasse SB5                             | Compétition hommes                            | Séries                      | - | -          |
| 11 h 30 |                       | Aviron Skiff PR1                                      | Compétition hommes                            | Finale                      | Benjamin Pritchard · Roman Polianskyi · Erik Horrie                                                                                            | -          |
| 11 h 30 |                       | Football à 5 Tournoi masculin                         | Compétition hommes                            | Phase préliminaire Groupe B | Japon vs Colombie | -          |
| 11 h 30 |                       | Rugby Tournoi open                                    | Compétition mixte (hommes et femmes ensemble) | Match de classement         | - | -          |
| 11 h 30 |                       | Tir Carabine à 10 m à air comprimé SH2                | Compétition mixte (hommes et femmes ensemble) | Qualifications              | - | -          |
| 11 h 33 |                       | Tir à l'arc Individuel W1                             | Compétition hommes                            | Demi-finales                | - | -          |
| 11 h 38 |                       | Natation 100 m brasse SB5                             | Compétition femmes                            | Séries                      | - | -          |
| 11 h 45 |                       | Athlétisme 100 m T13                                  | Compétition hommes                            | 1er tour                    | - | -          |
| 11 h 47 |                       | Natation Relais 4 x 100 m nage libre S14              | Compétition mixte (hommes et femmes ensemble) | Séries                      | - | -          |
| 11 h 50 |                       | Aviron Deux de couple PR2                             | Compétition mixte (hommes et femmes ensemble) | Finale                      | Grande-Bretagne · Chine · Israël | -          |
| 11 h 55 |                       | Boccia Individuel BC2                                 | Compétition femmes                            | Demi-finales                | - | -          |
| 11 h 55 |                       | Boccia Individuel BC2                                 | Compétition hommes                            | Demi-finales                | - | -          |
| 11 h 55 |                       | Boccia Individuel BC4                                 | Compétition femmes                            | Demi-finales                | - | -          |
| 11 h 55 |                       | Boccia Individuel BC4                                 | Compétition hommes                            | Demi-finales                | - | -          |
| 12 h 0  |                       | Tennis de table Double MD14                           | Compétition hommes                            | Finale                      | Liao Keli - Yan Shuo · Rungroj Thainiyom - Phisit Wangphonphathanasiri · Paul Karabardak - Billy Shilton / Clément Berthier - Esteban Herrault | -          |
| 12 h 0  |                       | Volley-ball Tournoi masculin                          | Compétition hommes                            | Tour préliminaire Poule B   | Iran vs Brésil | -          |
| 12 h 4  |                       | Athlétisme 400 m T54                                  | Compétition hommes                            | 1er tour                    | - | -          |
| 12 h 6  |                       | Cyclisme sur piste Poursuite individuelle 3 000 m C5  | Compétition femmes                            | Qualifications              | - | -          |
| 12 h 10 |                       | Aviron Deux de couple PR3                             | Compétition mixte (hommes et femmes ensemble) | Finale                      | Australie · Grande-Bretagne · Allemagne | -          |
| 12 h 22 |                       | Tir à l'arc Individuel W1                             | Compétition hommes                            | Finale                      | Jason Tabansky · Han Guifei · Zhang Tianxin | -          |
| 12 h 30 |                       | Aviron Quatre barré PR2                               | Compétition mixte (hommes et femmes ensemble) | Finale                      | Grande-Bretagne · États-Unis · France | -          |
| 12 h 31 |                       | Athlétisme 200 m T36                                  | Compétition femmes                            | Finale                      | Shi Yiting · Danielle Aitchison · Mali Lovell                                                                                                  | -          |
| 12 h 44 |                       | Cyclisme sur piste Vitesse par équipe 750 m open C1-5 | Compétition mixte (hommes et femmes ensemble) | Qualifications              | - | -          |
| 12 h 45 |                       | Basket-ball Tournoi féminin                           | Compétition femmes                            | Tour préliminaire Groupe B  | Japon vs Allemagne | -          |
| 12 h 51 |                       | Athlétisme 400 m T53                                  | Compétition hommes                            | 1er tour                    | - | -          |

### Après-midi
| Heure UTC+02:00 (France)                      |               |
| bleu                                          | Cérémonie     |
| neutre                                        | Épreuve       |
| or                                            | Finale        |
| orange                                        | Petite finale |
| rose                                          | Reporté       |
| gris                                          | Annulé        |
| Compétition masculine                         | Hommes        |
| Compétition féminine                          | Femmes        |
| Compétition mixte (hommes et femmes mélangés) | Mixte         |
| Compétition en couple (1 homme et 1 femme)    | Couple        |
| modifier                                      |               |

| Horaire | Discipline Spécialité | Discipline Spécialité                                 | Discipline Spécialité                         | Phase                       | Résultats                                                                  | Références |
| ------- | --------------------- | ----------------------------------------------------- | --------------------------------------------- | --------------------------- | -------------------------------------------------------------------------- | ---------- |
| 13 h 0  |                       | Tir Carabine à 10 m à air comprimé SH1                | Compétition mixte (hommes et femmes ensemble) | Finale                      | Veronika Vadovicova · Radoslav Malenovsky · Juan Antonio Saavedra Reinaldo | -          |
| 13 h 10 |                       | Boccia Individuel BC1                                 | Compétition femmes                            | Demi-finales                | -                                                                          | -          |
| 13 h 10 |                       | Boccia Individuel BC1                                 | Compétition hommes                            | Demi-finales                | -                                                                          | -          |
| 13 h 10 |                       | Boccia Individuel BC3                                 | Compétition femmes                            | Demi-finales                | -                                                                          | -          |
| 13 h 10 |                       | Boccia Individuel BC3                                 | Compétition hommes                            | Demi-finales                | -                                                                          | -          |
| 13 h 15 |                       | Goalball Tournoi masculin                             | Compétition hommes                            | Phase de Poule Poule A      | Iran vs États-Unis                                                         | -          |
| 13 h 30 |                       | Football à 5 Tournoi masculin                         | Compétition hommes                            | Phase préliminaire Groupe B | Maroc vs Argentine                                                         | -          |
| 13 h 30 |                       | Rugby Tournoi open                                    | Compétition mixte (hommes et femmes ensemble) | Demi-finales                | -                                                                          | -          |
| 13 h 51 |                       | Cyclisme sur piste Contre-la-montre 1 000 m B         | Compétition hommes                            | Finale                      | James Ball · Neil Fachie · Thomas Ulbricht                                 | -          |
| 14 h 0  |                       | Volley-ball Tournoi féminin                           | Compétition femmes                            | Tour préliminaire Poule A   | Italie vs Chine                                                            | -          |
| 14 h 31 |                       | Cyclisme sur piste Poursuite individuelle 3 000 m B   | Compétition femmes                            | Finale                      | Sophie Unwin · Katie-George Dunlevy · Lora Fachie                          | -          |
| 14 h 45 |                       | Goalball Tournoi féminin                              | Compétition femmes                            | Phase de Poule Poule C      | Israël vs Chine                                                            | -          |
| 15 h 0  |                       | Tir Carabine à 10 m à air comprimé SH2                | Compétition mixte (hommes et femmes ensemble) | Finale                      | Tanguy de La Forest · Alexandre Augusto Galgani · Mika Mizuta              | -          |
| 15 h 14 |                       | Cyclisme sur piste Poursuite individuelle 3 000 m C5  | Compétition femmes                            | Finale                      | Marie Patouillet · Heidi Gaugain · Micole Murray                           | -          |
| 15 h 30 |                       | Cyclisme sur piste Vitesse par équipe 750 m open C1-5 | Compétition mixte (hommes et femmes ensemble) | Finale                      | Grande-Bretagne · Espagne · Australie                                      | -          |
| 15 h 30 |                       | Tir à l'arc Individuel arc à poulies                  | Compétition hommes                            | 8es de finale               | -                                                                          | -          |
| 16 h 0  |                       | Basket-ball Tournoi féminin                           | Compétition femmes                            | Tour préliminaire Groupe A  | Grande-Bretagne vs Chine                                                   | -          |
| 17 h 0  |                       | Boccia Individuel BC1                                 | Compétition femmes                            | Petite finale               | Hiromi Endo                                                                | -          |
| 17 h 0  |                       | Boccia Individuel BC2                                 | Compétition femmes                            | Petite finale               | Gischa Zayana                                                              | -          |
| 17 h 0  |                       | Boccia Individuel BC2                                 | Compétition hommes                            | Petite finale               | Watcharaphon Vongsa                                                        | -          |
| 17 h 0  |                       | Boccia Individuel BC4                                 | Compétition hommes                            | Petite finale               | Artem Kolinko                                                              | -          |
| 17 h 0  |                       | Tennis de table Simple WS10                           | Compétition femmes                            | 8es de finale               | -                                                                          | -          |
| 17 h 0  |                       | Tennis de table Simples WS4                           | Compétition femmes                            | 8es de finale               | -                                                                          | -          |
| 17 h 0  |                       | Tennis de table Simple MS10                           | Compétition hommes                            | 8es de finale               | -                                                                          | -          |
| 17 h 30 |                       | Goalball Tournoi masculin                             | Compétition hommes                            | Phase de Poule Poule B      | Chine vs Ukraine                                                           | -          |
| 17 h 30 |                       | Natation 100 m brasse SB6                             | Compétition hommes                            | Finale                      | Yang Hong · Nelson Crispin Corzo · Yevhenii Bohodaiko                      | -          |
| 17 h 30 |                       | Rugby Tournoi open                                    | Compétition mixte (hommes et femmes ensemble) | Matchs de classement        | -                                                                          | -          |
| 17 h 37 |                       | Natation 100 m brasse SB6                             | Compétition femmes                            | Finale                      | Maisie Summers-Newton · Liu Daomin · Ng Cheuk Yan                          | -          |
| 17 h 44 |                       | Natation 100 m nage libre S10                         | Compétition hommes                            | Finale                      | Stefano Raimondi · Rowan Crothers · Thomas Gallagher                       | -          |
| 17 h 45 |                       | Tennis de table Simple MS3                            | Compétition hommes                            | 16es de finale              | -                                                                          | -          |
| 17 h 46 |                       | Tir à l'arc Individuel arc à poulies                  | Compétition hommes                            | Quarts de finale            | -                                                                          | -          |
| 17 h 50 |                       | Natation 100 m nage libre S10                         | Compétition femmes                            | Finale                      | Émeline Pierre · Aurélie Rivard · Alessia Scortechini                      | -          |
| 17 h 57 |                       | Natation 200 m 4 nages SM8                            | Compétition hommes                            | Finale                      | Xu Haijiao · Yang Guanglong · Diogo Cancela                                | -          |

### Soirée
| Heure UTC+02:00 (France)                      |               |
| bleu                                          | Cérémonie     |
| neutre                                        | Épreuve       |
| or                                            | Finale        |
| orange                                        | Petite finale |
| rose                                          | Reporté       |
| gris                                          | Annulé        |
| Compétition masculine                         | Hommes        |
| Compétition féminine                          | Femmes        |
| Compétition mixte (hommes et femmes mélangés) | Mixte         |
| Compétition en couple (1 homme et 1 femme)    | Couple        |
| modifier                                      |               |

| Horaire | Discipline Spécialité | Discipline Spécialité                    | Discipline Spécialité                         | Phase                       | Résultats                                                                       | Références |
| ------- | --------------------- | ---------------------------------------- | --------------------------------------------- | --------------------------- | ------------------------------------------------------------------------------- | ---------- |
| 18 h 0  |                       | Volley-ball Tournoi masculin             | Compétition hommes                            | Tour préliminaire Poule B   | Ukraine vs Allemagne                                                            | -          |
| 18 h 7  |                       | Natation 200 m 4 nages SM8               | Compétition femmes                            | Finale                      | Brock Whiston · Viktoriia Ishchiolova · Alica Tai                               | -          |
| 18 h 10 |                       | Boccia Individuel BC1                    | Compétition hommes                            | Petite-finale               | Muhamad Syafa                                                                   | -          |
| 18 h 10 |                       | Boccia Individuel BC3                    | Compétition femmes                            | Petite-finale               | Kang Sunhee                                                                     | -          |
| 18 h 10 |                       | Boccia Individuel BC3                    | Compétition hommes                            | Petite-finale               | Grigorios Polychronidis                                                         | -          |
| 18 h 10 |                       | Boccia Individuel BC4                    | Compétition femmes                            | Petite-finale               | Leidi Chica Chica                                                               | -          |
| 18 h 15 |                       | Basket-ball Tournoi masculin             | Compétition hommes                            | Tour préliminaire Groupe B  | Pays-Bas vs Espagne                                                             | -          |
| 18 h 30 |                       | Football à 5 Tournoi masculin            | Compétition hommes                            | Phase préliminaire Groupe A | Brésil vs Turquie                                                               | -          |
| 18 h 30 |                       | Tennis de table Simple WS8               | Compétition femmes                            | 8es de finale               | -                                                                               | -          |
| 18 h 35 |                       | Natation 100 m dos S11                   | Compétition hommes                            | Finale                      | Mykhailo Serbin · David Kratochvil · Danylo Chufarov                            | -          |
| 18 h 42 |                       | Natation 100 m dos S11                   | Compétition femmes                            | Finale                      | Cai Liwen · Li Guizhi · Daria Lukianenko                                        | -          |
| 18 h 54 |                       | Tir à l'arc Individuel arc à poulies     | Compétition hommes                            | Demi-finales                | -                                                                               | -          |
| 19 h 0  |                       | Athlétisme Lancer de poids F20           | Compétition femmes                            | Finale                      | Sabrina Fortune · Gloria Agblemagnon · Poleth Isamar Mendes Sanchez             | -          |
| 19 h 0  |                       | Goalball Tournoi féminin                 | Compétition femmes                            | Phase de Poule Poule D      | France vs Japon                                                                 | -          |
| 19 h 4  |                       | Athlétisme 800 m T53                     | Compétition femmes                            | Finale                      | Catherine Debrunner · Samantha Kinghorn · Zhou Hongzhuan                        | -          |
| 19 h 5  |                       | Natation 150 m 3 nages SM4               | Compétition hommes                            | Finale                      | Roman Zhdanov · Ami Omer Dadaon · Angel de Jesus Camacho Ramirez                | -          |
| 19 h 10 |                       | Athlétisme Saut en hauteur T47           | Compétition hommes                            | Finale                      | Roderick Townsend · Nishad Kumar · Georgii Margiev                              | -          |
| 19 h 12 |                       | Natation 150 m 3 nages SM4               | Compétition femmes                            | Finale                      | Tanja Scholz · Nataliia Butkova · Lidia Vieira da Cruz                          | -          |
| 19 h 15 |                       | Tennis de table Simple MS2               | Compétition hommes                            | 16es de finale              | -                                                                               | -          |
| 19 h 15 |                       | Tennis de table Simple MS8               | Compétition hommes                            | 16es de finale              | -                                                                               | -          |
| 19 h 15 |                       | Tennis de table Simple WS3               | Compétition femmes                            | 8es de finale               | -                                                                               | -          |
| 19 h 17 |                       | Athlétisme 800 m T54                     | Compétition femmes                            | Finale                      | Manuela Schaer · Zhou Zhaoqian · Susannah Scaroni                               | -          |
| 19 h 20 |                       | Natation 150 m 3 nages SM3               | Compétition hommes                            | Finale                      | Josia Tim Alexander Topf · Ahmed Kelly · Grant Patterson                        | -          |
| 19 h 24 |                       | Athlétisme Lancer de disque F52          | Compétition hommes                            | Finale                      | Rigivan Ganeshamoorthy · Aigars Apinis · Andre Rocha                            | -          |
| 19 h 30 |                       | Athlétisme 100 m T44                     | Compétition hommes                            | Finale                      | Mpumelelo Mhlongo · Yamel Luis Vives Suares · Eddy Bernard                      | -          |
| 19 h 30 |                       | Rugby Tournoi open                       | Compétition mixte (hommes et femmes ensemble) | Demi-finales                | -                                                                               | -          |
| 19 h 32 |                       | Athlétisme Lancer de javelot F34         | Compétition femmes                            | Finale                      | Zou Lijuan · Zuo Caiyun · Dayna Crees                                           | -          |
| 19 h 35 |                       | Boccia Individuel BC2                    | Compétition femmes                            | Finale                      | Cristina Gonçalves · Jeong Soyeong                                              | -          |
| 19 h 43 |                       | Natation 100 m brasse SB5                | Compétition hommes                            | Finale                      | Leo McCrea · Antoni Ponce Bertran · Danylo Semenykhin                           | -          |
| 19 h 43 |                       | Tir à l'arc Individuel arc à poulies     | Compétition hommes                            | Finale                      | Matt Stutzman · Al Xinliang · He Zihao                                          | -          |
| 19 h 47 |                       | Athlétisme 100 m T13                     | Compétition hommes                            | Finale                      | Skander Djamil Athmani · Salum Ageze Kashafali · Shuta Kawakami                 | -          |
| 19 h 51 |                       | Natation 100 m brasse SB5                | Compétition femmes                            | Finale                      | Grace Harvey · Zhang Li · Anna Hontar                                           | -          |
| 19 h 57 |                       | Athlétisme 200 m T35                     | Compétition femmes                            | Finale                      | Zhou Xia · Guo Qianqian · Preethi Pal                                           | -          |
| 20 h 0  |                       | Volley-ball Tournoi féminin              | Compétition femmes                            | Tour préliminaire Poule A   | France vs États-Unis                                                            | -          |
| 20 h 7  |                       | Athlétisme 400 m T53                     | Compétition hommes                            | Finale                      | Pongsakorn Paeyo · Brent Lakatos · Bian Sieman                                  | -          |
| 20 h 13 |                       | Natation Relais 4 x 100 m nage libre S14 | Compétition mixte (hommes et femmes ensemble) | Finale                      | Grande-Bretagne · Australie · Brésil                                            | -          |
| 20 h 20 |                       | Athlétisme 400 m T54                     | Compétition hommes                            | Finale                      | Dai Yunqiang · Athiwat Paeng-Nuea · Daniel Romanchuk                            | -          |
| 20 h 30 |                       | Football à 5 Tournoi masculin            | Compétition hommes                            | Phase préliminaire Groupe A | France vs Chine                                                                 | -          |
| 20 h 40 |                       | Athlétisme Saut en longueur T37          | Compétition femmes                            | Finale                      | Wen Xiaoyan · Jaleen Roberts · Manon Genest                                     | -          |
| 20 h 45 |                       | Boccia Individuel BC2                    | Compétition hommes                            | Finale                      | Worawut Saengampa · Muhammad Bintang Herlangga                                  | -          |
| 20 h 45 |                       | Tennis de table Simple WS6               | Compétition femmes                            | 8es de finale               | -                                                                               | -          |
| 20 h 53 |                       | Athlétisme 400 m T11                     | Compétition hommes                            | Finale                      | Enderson German Santos Gonzalez · Thimothée Adolphe · Guillaume Junior Atangana | -          |
| 21 h 12 |                       | Athlétisme 100 m T64                     | Compétition hommes                            | 1er tour                    | -                                                                               | -          |
| 21 h 30 |                       | Basket-ball Tournoi féminin              | Compétition femmes                            | Tour préliminaire Groupe A  | Espagne vs Canada                                                               | -          |
| 21 h 38 |                       | Athlétisme 100 m T63                     | Compétition hommes                            | 1er tour                    | -                                                                               | -          |

## Tableaux des médailles
| Rang  | Nation                           | Or | Argent | Bronze | Total |
| ----- | -------------------------------- | -- | ------ | ------ | ----- |
| 1     | Chine                            | 11 | 12     | 5      | 28    |
| 2     | Grande-Bretagne                  | 11 | 3      | 3      | 17    |
| 3     | France                           | 3  | 3      | 5      | 11    |
| 4     | États-Unis                       | 3  | 2      | 3      | 8     |
| 5     | Suisse                           | 3  | 0      | 0      | 3     |
| 6     | Thaïlande                        | 2  | 3      | 1      | 6     |
| 7     | Ukraine                          | 2  | 1      | 5      | 8     |
| 8     | Allemagne                        | 2  | 0      | 2      | 4     |
| 9     | Italie                           | 2  | 0      | 1      | 3     |
| 9     | Portugal                         | 2  | 0      | 1      | 3     |
| 11    | Australie                        | 1  | 4      | 5      | 10    |
| 12    | Israël                           | 1  | 1      | 1      | 3     |
| 13    | Slovaquie                        | 1  | 1      | 0      | 2     |
| 14    | Algérie                          | 1  | 0      | 1      | 2     |
| 14    | Afrique du Sud                   | 1  | 0      | 1      | 2     |
| 16    | Géorgie                          | 1  | 0      | 0      | 1     |
| 16    | Pologne                          | 1  | 0      | 0      | 1     |
| 16    | Venezuela                        | 1  | 0      | 0      | 1     |
| 19    | Espagne                          | 0  | 3      | 1      | 4     |
| 20    | Canada                           | 0  | 2      | 0      | 2     |
| 20    | Norvège                          | 0  | 2      | 0      | 2     |
| 22    | Brésil                           | 0  | 1      | 3      | 4     |
| 23    | Indonésie                        | 0  | 1      | 2      | 3     |
| 24    | Colombie                         | 0  | 1      | 1      | 2     |
| 24    | Corée du Sud                     | 0  | 1      | 1      | 2     |
| 24    | Nouvelle-Zélande                 | 0  | 1      | 1      | 2     |
| 27    | Cuba                             | 0  | 1      | 0      | 1     |
| 27    | Inde                             | 0  | 1      | 0      | 1     |
| 27    | Irlande                          | 0  | 1      | 0      | 1     |
| 27    | Lettonie                         | 0  | 1      | 0      | 1     |
| 27    | Maroc                            | 0  | 1      | 0      | 1     |
| 27    | Mongolie                         | 0  | 1      | 0      | 1     |
| 33    | Japon                            | 0  | 0      | 3      | 3     |
| 34    | Mexique                          | 0  | 0      | 2      | 2     |
| 35    | Équateur                         | 0  | 0      | 1      | 1     |
| 35    | Grèce                            | 0  | 0      | 1      | 1     |
| 35    | Hong Kong                        | 0  | 0      | 1      | 1     |
| 35    | Iran                             | 0  | 0      | 1      | 1     |
| 35    | Irak                             | 0  | 0      | 1      | 1     |
| 35    | Malaisie                         | 0  | 0      | 1      | 1     |
| 35    | Équipe paralympique des réfugiés | 0  | 0      | 1      | 1     |
| Total | Total                            | 49 | 48     | 55     | 152   |

| Rang  | Nation          | Or  | Argent | Bronze | Total |
| ----- | --------------- | --- | ------ | ------ | ----- |
| 1     | Chine           | 33  | 27     | 11     | 71    |
| 2     | Grande-Bretagne | 23  | 12     | 8      | 43    |
| 3     | États-Unis      | 8   | 11     | 8      | 27    |
| 4     | Brésil          | 8   | 4      | 15     | 27    |
| 5     | France          | 6   | 9      | 11     | 26    |
| Total | Total           | 162 | 159    | 199    | 520   |